# Dovpotiv, Kaluș
Dovpotiv (în ucraineană Довпотів) este un sat în așezarea urbană Voinîliv din raionul Kaluș, regiunea Ivano-Frankivsk, Ucraina.

## Demografie
Componența lingvistică a localității Dovpotiv
     Ucraineană (99,63%)
     Alte limbi (0,38%)
Conform recensământului din 2001, majoritatea populației localității Dovpotiv era vorbitoare de ucraineană (99,63%), existând în minoritate și vorbitori de alte limbi.